# Amaranthus parvulus
Amaranthus parvulus là loài thực vật có hoa thuộc họ Dền. Loài này được Peter mô tả khoa học đầu tiên năm 1932.